# Marie Gebauerová

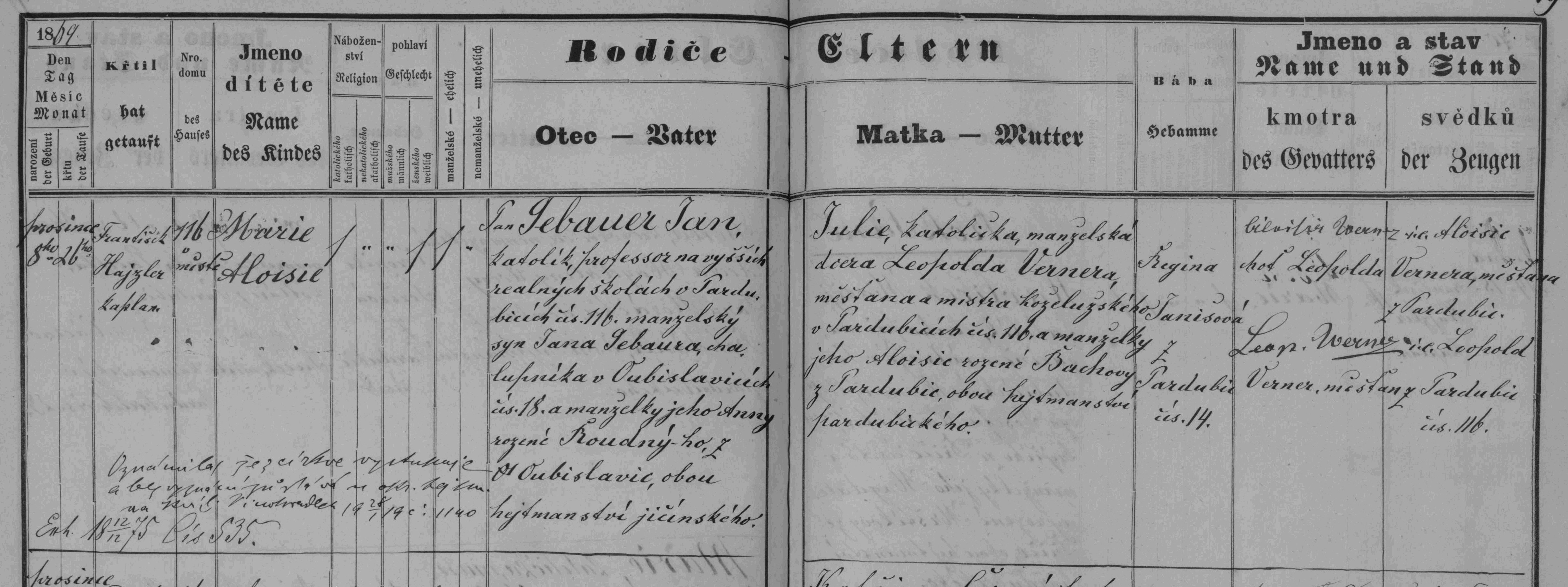
matriční zápis o narození a křtu Marie Gebauerové (matrika N 1861–1880 Pardubice-Bílé Předměstí (SOA Zámrsk))

Marie Gebauerová (8. prosince 1869 Pardubice – 7. ledna 1928 Praha-Vinohrady) byla česká spisovatelka, překladatelka, učitelka a vydavatelka sebraných spisů B. Němcové.

## Život a dílo
Narodila se ve Wernerově domě na náměstí v Pardubicích jako dcera lingvisty Jana Gebauera a Julie roz. Wernerové (1849). Měla sedm sourozenců: JUDr. Bohuslava (1868), Julii (1874–1904), Lidmilu Schieszlovou (1878) manželku Josefa Schieszla, Helenu Listovou (1880–1963) manželku Vladimíra Lista, Jiřinu (1882–1882), PhDr. Jana (1884–1908) a Jiřího (1891–1914).
Studovala učitelský ústav v Praze a jako externistka Filozofickou fakultu Univerzity Karlovy. Stala se učitelkou měšťanských škol v Praze, cestovala po Evropě a napsala řadu knih pro děti a mládež, několik učebnic a román Rod Jurija Klemenčiče (1918). V letech 1904–1920 vydala 10 svazků sebraných spisů B. Němcové, včetně tří svazků korespondence, kterou sebrala a uspořádala. V letech 1926 a 1932 vyšly dva svazky jejích Rodinných vzpomínek na J. Gebauera.
Byla členkou Amerického klubu dam.
Zemřela roku 1928 a byla pohřbena v rodinné hrobce na Vinohradském hřbitově, spolu se svými rodiči, bratrem a dalšími příbuznými.

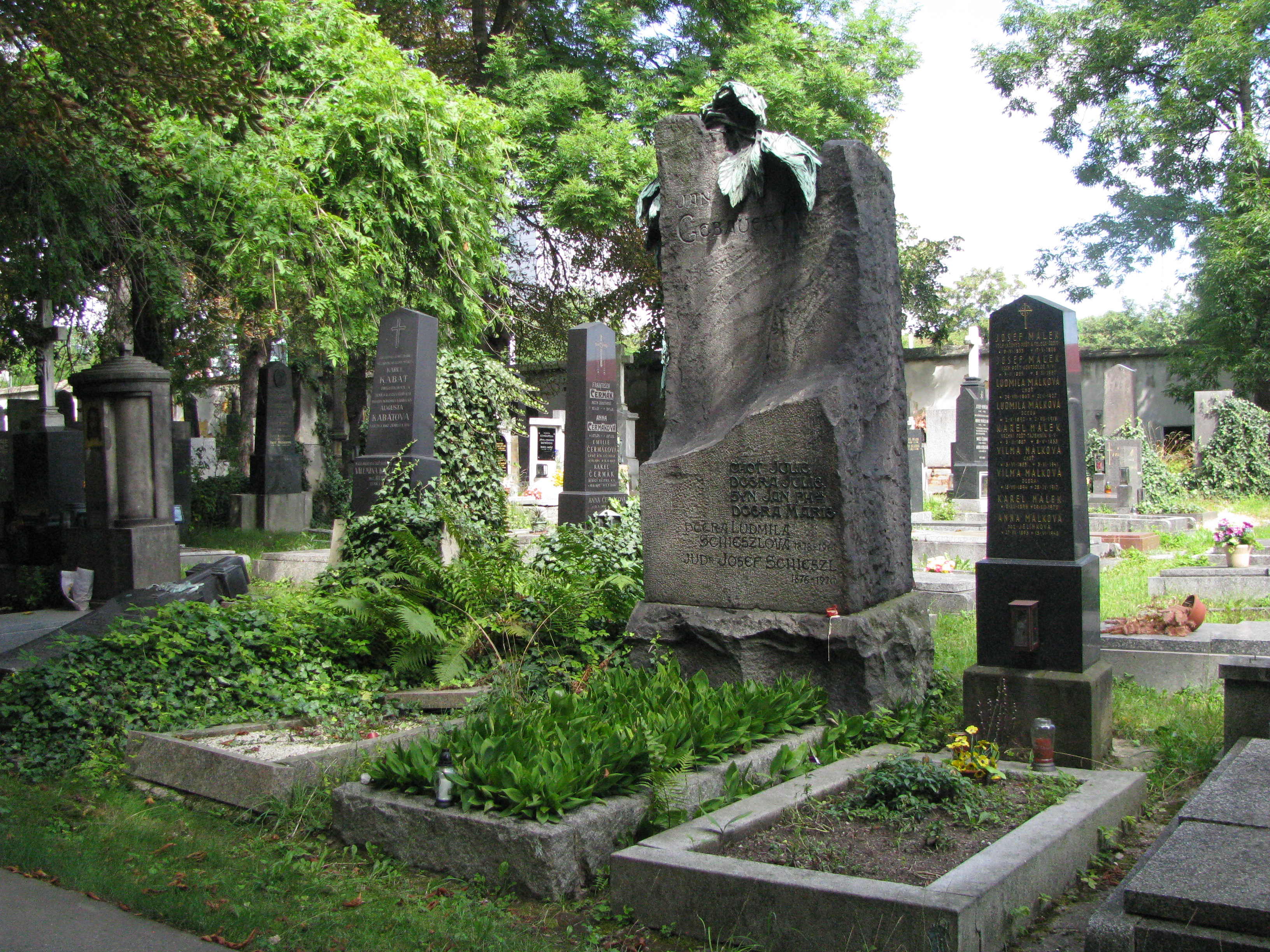
Hrob rodiny Jana Gebauera na Vinohradském hřbitově v Praze

## Dílo

### Próza
- Božena Němcová – Praha: Melantrich[5]
- Jurka – Praha: Jan Laichter, 1901[6]
- Povídky: řada první – [Božena Němcová] napsala úvod. Praha: J. Laichter, 1904[7]
- Obrázky: několik povídek o dětech i pro děti – Praha: Lidové družstvo tiskařské a vydavatelské, 1905[8]
- Babička – [Božena Němcová] napsala úvod. Praha: J. Laichter, 1905[9]
- Básně; obrázky národopisné; dopisy z měst: články; hádanky, řikadla, hry; pohádky jinoslovanské – [Božena Němcová]; opatřila úvodem. Praha: J. Laichter, 1910[10]
- Péťa pes – obrázky kreslila Máňa Fischerová-Kvěchová. Vinohrady: J. Laichter, 1914
- Rod Jurija Klemenčiče: román – Praha: Jan Laichter, 1918
- Články; fragmenty; poznámky a vysvětlivky; básně; pravzor Tartuffa; slovenské starožitnosti; hry; hádanky; popěvky a říkání; dodatek k písním slovenským Kollára – [Božena Němcová] opatřila úvodem. Praha: J. Laichter, 1919[11]
- Božena Němcová 1820–1862 – ze spisů a z dopisů. Praha: Česká grafická Unie, 1920[12]
- Na zemi: 1914–1918 – Praha: ČGU, 1920[13]
- Je svět samá švanda? – Praha: J. Laichter, 1921[14]
- Jurka student – Praha: Jan Laichter, 1922
- Drevnij vek – napisali Gebauerova, Irak i Rajtner; perevela Vera Ivanovna Fedeleš [do ukrajinštiny]. Mukačevo: s. n., 1923
- Rodinné vzpomínky na Jana Gebauera. 1. a 2. díl – Kladno: J. Šnajdr, 1926
- Rodinné vzpomínky na Jana Gebauera. Díl III. Z pozůstalosti beze změn otištěno – Kladno: J. Šnajdr, 1932

### Překlady
- Denník Marie Baškircevové. Díl I. – úvod napsal Karel B. Mádl. Praha: Jan Otto, 1907
- Denník Marie Baškircevové. Díl II – Praha: J. Otto, 1908
- Na širokou cestu – Aleksej Bibik. Praha: Právo lidu, 1914
- Deník Lva Nikolajeviče Tolstého 1895–1899: myšlenky o Bohu a víře – přeložili Jiří Bečka, Marie Gebauerová, František Husák a Karel Velemínský. Praha: Bedřich Kočí, 1924
- Sociální otázky – L. N. Tolstoj; přeložili Karel Frypés, Marie Gebauerová a K. Velemínský. Praha: B. Kočí, 1925[15]

### Loutková hra
- Jak Jaromil ke štěstí přišel: výpravná hra v 5 dějstvích s proměnami – napsala podle pohádky Boženy Němcové, Choceň: Č. Mojžíš, 1919